# Trocnov

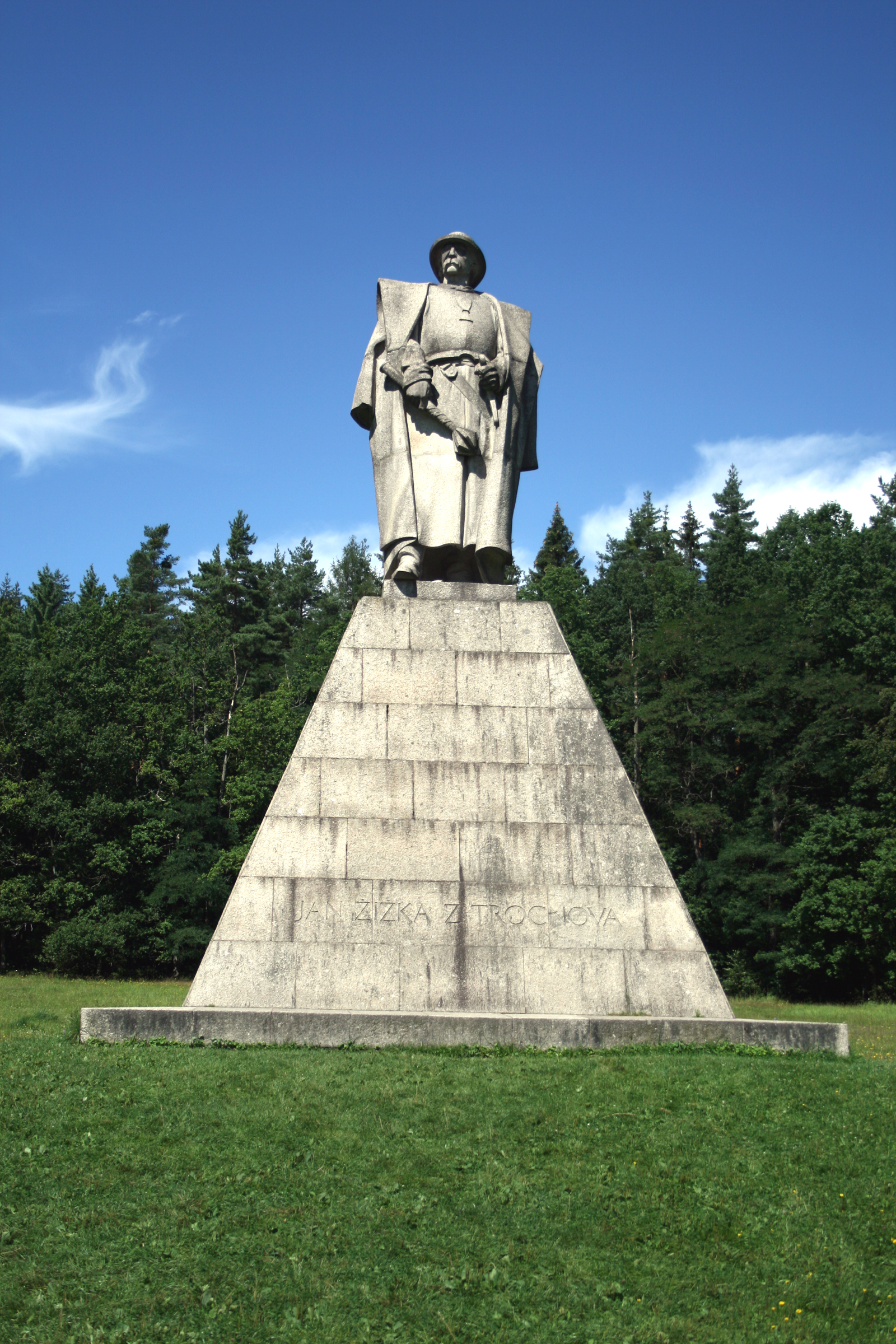
Jan-Žižka-Denkmal in Žižkas Geburtsstätte

Trocnov, bis 1949 Záluží (deutsch Zalluschi) ist ein Ortsteil der Stadt Borovany im Okres České Budějovice in Tschechien. Er liegt dreieinhalb Kilometer westlich von Borovany.

## Geographie
Trocnov befindet sich am südlichen Fuße der Studnička (552 m) auf einem Höhenzug, der nach Norden zum Tal des Baches Zborovský potok und im Süden zum Tal der Stropnice abfällt. Südwestlich erhebt sich der Strážkovický vrch (558 m). Durch das Dorf führt die Straße I/155 zwischen Ledenice und Římov. Im Süden und Westen wird Trocnov von der Bahnstrecke České Velenice–České Budějovice umfahren, die nächste Bahnstation Trocnov liegt auf halbem Wege nach Strážkovice in der Siedlung Paseka. Südlich befindet sich das Nationale Kulturdenkmal Žižkovo rodiště (Žižkas Geburtsstätte).
Nachbarorte sind U Pilaře, Vojdlesák, Zborov, Ohrazeníčko und Mysletín im Norden Ledenice, Nováček und Stašov im Nordosten, Pikov und Radostice im Osten, Borovany, Beran und Štrob im Südwesten, Ostrolovský Újezd und Veselka im Süden, U Želízků, Řevňovice und Strážkovice im Südwesten, Paseka und Borovnice im Westen sowie U Zajíčků, Nová Ves, Klukov und Svatá Voršila im Nordwesten.

## Geschichte
Die erste schriftliche Erwähnung von Záluží erfolgte im Jahre 1379 als Besitz des Peter II. von Rosenberg. Im Jahre 1409 fand das Dorf im Zusammenhang mit dem Mord an Václav Pitrůch in den Amtsbüchern der Herrschaft Krumlov erneute Erwähnung. Später wurde das Dorf Teil der Güter der Erzdechantei Krumau. Im Jahre 1840 bestand Záluží aus 17 Häusern mit 82 tschechischsprachigen Einwohnern. Gepfarrt war der Ort nach Střížov. Bis zur Mitte des 19. Jahrhunderts blieb das Dorf immer dem Prälaturgut Krumau untertänig.
Nach der Aufhebung der Patrimonialherrschaften bildete Zaluží / Zalluschi ab 1850 mit der Einschicht Trocnow einen Ortsteil der Gemeinde Radostice in der Bezirkshauptmannschaft Budějovice/Budweis. 1898 nahm die Bahnstrecke České Velenice–České Budějovice den Betrieb auf. Außerhalb des Dorfes entstand der Haltepunkt Záluží – Ledenice. Die Bahnstrecke erhielt 1914 einen zweigleisigen Ausbau, dabei wurde auch das Bahnhofsgebäude angelegt. Im Jahre 1914 hatte das Dorf 126 tschechischsprachige Einwohner. Mit Beginn des Jahres 1924 löste sich Záluží von Radostice los und bildete mit der Einschicht Trocnov eine eigene Gemeinde. Während der deutschen Besetzung wurde Zaluží im Jahre 1943 nach Radostice eingemeindet, wobei Zaluží Sitz der Gemeinde wurde. Diese Eingemeindung wurde 1945 nach dem Ende des Zweiten Weltkrieges wieder aufgehoben. 1948 wurde die Gemeinde dem neu gebildeten Okres Trhové Sviny zugeschlagen, der zwölf Jahre später aufgehoben wurde. 1949 wurde Záluží auf Antrag des örtlichen Nationalausschusses (MNV) in Trocnov umbenannt. Mit Beginn des Jahres 1961 wurde es dem Okres České Budějovice zugeordnet. Seit dem 1. Juli 1985 ist Trocnov ein Ortsteil von Borovany. Im Jahre 1991 hatte der Ort 107 Einwohner, beim Zensus von 2001 lebten in den 51 Wohnhäusern von Trocnov 102 Personen.

## Sehenswürdigkeiten
- Kapelle des böhmischen Landesheiligen Johannes von Nepomuk, erbaut 1909
- Nationales Kulturdenkmal Žižkovo rodiště, zwei Kilometer südlich im Wald an der Stelle des Hofes Trocnov